# Лінтешть
Лінтешть, Лінтешті (рум. Lintești) — село у повіті Арджеш в Румунії. Входить до складу комуни Котмяна.
Село розташоване на відстані 132 км на північний захід від Бухареста, 25 км на північний захід від Пітешть, 97 км на північний схід від Крайови, 107 км на південний захід від Брашова.

## Населення
За даними перепису населення 2002 року у селі проживали 155 осіб, усі — румуни. Усі жителі села рідною мовою назвали румунську.